# Petraeovitex
Petraeovitex là một chi thực vật có hoa trong họ Hoa môi (Lamiaceae).

## Loài
Chi Petraeovitex gồm các loài: